# ویلیام هنری مویر لو
ویلیام هنری مویر لو (انگلیسی: William Lowe; ۲۰ اکتبر ۱۸۶۱ – ۷ فوریهٔ ۱۹۴۴) فرد نظامی اهل آفریقای جنوبی بود. وی همچنین برندهٔ جوایزی همچون نشان حمام شده‌است.